# No More Shall We Part
A No More Shall We Part a Nick Cave and the Bad Seeds tizenegyedik albuma, 2001. április 10-én jelent meg.

## Az album dalai
Minden dalt NickCave írt, kivéve, ahol jelölve van.
1. As I Sat Sadly by Her Side – 6:15
2. And No More Shall We Part – 4:00
3. Hallelujah (Nick Cave – Warren Ellis) – 7:48
4. Love Letter – 4:08
5. Fifteen Feet of Pure White Snow – 5:36
6. God is in the House – 5:44
7. Oh My Lord – 7:30
8. Sweetheart Come (Barry Adamson – Nick Cave) – 4:58
9. The Sorrowful Wife – 5:18
10. We Came Along This Road – 6:08
11. Gates to the Garden – 4:09
12. Darker with the Day (Nick Cave – Warren Ellis) – 6:07

## Közreműködők
- Nick Cave – ének, zongora
- Mick Harvey – gitár, dob
- Blixa Bargeld – gitár
- Thomas Wydler – dob, ütőhangszerek
- Conway Savage – orgona
- Martin P. Casey – basszusgitár
- Warren Ellis – hegedű

## Külső hivatkozások
- Ismertető az est.hu-n